# 连山红山茶
连山红山茶（学名：Camellia lienshanensis）为山茶科山茶属的植物。分布在中国大陆的广东等地，目前尚未由人工引种栽培。